# Tafeltennis op de Olympische Zomerspelen 2008 (kwalificatie)
Deze pagina beschrijft de kwalificatie voor het tafeltennistoernooi op de Olympische Zomerspelen 2008.

## Onderdelen
De volgende 4 onderdelen vinden plaats in Peking.
- Enkelspel, mannen
- Team, mannen
- Enkelspel, vrouwen
- Team, vrouwen

## Kwalificatie
Elk land mag maximaal 3 mannen en 3 vrouwen inschrijven, hiernaast mogen ze maximaal één vrouwelijk team en een mannelijk team inschrijven. Startplaatsen zijn te verdienen op diverse kwalificatietoernooien.

## Kwalificatie, samenvatting
| Land                   | Mannen      | Mannen | Vrouwen     | Vrouwen | Totaal |
| Land                   | Individueel | Team   | Individueel | Team    | Totaal |
| ---------------------- | ----------- | ------ | ----------- | ------- | ------ |
| Algerije               | 1           |        |             |         | 1      |
| Argentinië             | 2           |        |             |         | 2      |
| Australië              | 3           | X      | 3           | X       | 6      |
| België                 | 1           |        |             |         | 1      |
| Brazilië               | 2           | X      | 1           |         | 4      |
| Canada                 | 2           | X      | 2           |         | 5      |
| China                  | 3           | X      | 3           | X       | 6      |
| Chinees Taipei         | 2           | X      | 2           |         | 5      |
| Colombia               |             |        | 1           |         | 1      |
| Congo-Brazzaville      | 1           |        | 1           |         | 2      |
| Denemarken             | 1           |        |             |         | 1      |
| Dominicaanse Republiek | 1           |        | 2           | X       | 4      |
| Duitsland              | 3           | X      | 2           | X       | 6      |
| Egypte                 | 3           |        | 2           |         | 5      |
| Frankrijk              | 3           |        | 1           |         | 4      |
| Griekenland            | 2           | X      |             |         | 3      |
| Hongarije              | 1           |        | 3           |         | 4      |
| Hongkong               | 3           | X      | 3           | X       | 6      |
| India                  | 1           |        | 1           |         | 2      |
| Iran                   | 1           |        |             |         | 1      |
| Italië                 | 1           |        | 2           |         | 3      |
| Japan                  | 3           | X      | 3           | X       | 6      |
| Jordanië               |             |        | 1           |         | 1      |
| Kameroen               |             |        | 1           |         | 1      |
| Kazachstan             |             |        | 1           |         | 1      |
| Koeweit                | 1           |        |             |         | 1      |
| Kroatië                | 2           | X      | 3           | X       | 6      |
| Litouwen               |             |        | 1           |         | 1      |
| Luxemburg              |             |        | 1           |         | 1      |
| Mexico                 |             |        | 1           |         | 1      |
| Nederland              |             |        | 2           | X       | 3      |
| Nigeria                | 2           | X      | 2           | X       | 6      |
| Noord-Korea            | 3           |        | 2           |         | 5      |
| Oekraïne               | 1           |        | 2           |         | 3      |
| Oostenrijk             | 3           | X      | 2           | X       | 6      |
| Paraguay               | 1           |        |             |         | 1      |
| Polen                  | 1           |        | 2           | X       | 4      |
| Portugal               | 3           |        |             |         | 3      |
| Roemenië               | 1           |        | 2           | X       | 4      |
| Rusland                | 2           | X      | 3           |         | 6      |
| Servië                 | 1           |        |             |         | 1      |
| Singapore              | 2           | X      | 3           | X       | 6      |
| Slovenië               | 1           |        |             |         | 1      |
| Slowakije              |             |        | 1           |         | 1      |
| Spanje                 | 2           |        | 2           | X       | 5      |
| Thailand               |             |        | 1           |         | 1      |
| Trinidad en Tobago     | 1           |        |             |         | 1      |
| Tsjechië               | 1           |        | 1           |         | 2      |
| Turkije                | 1           |        | 1           |         | 2      |
| Vanuatu                |             |        | 1           |         | 1      |
| Venezuela              |             |        | 1           |         | 1      |
| Verenigde Staten       | 1           |        | 3           | X       | 4      |
| Vietnam                | 1           |        |             |         | 1      |
| Wit-Rusland            | 1           |        | 3           |         | 4      |
| Zuid-Korea             | 3           | X      | 3           | X       | 6      |
| Zweden                 | 2           | X      |             |         | 3      |
| Totaal: 56 landen      | 77          | 16     | 78          | 16      | 172    |

## Enkelspel
Zowel bij de mannen als vrouwen zijn 64 spelers rechtstreeks geplaatst voor de Spelen. De plaatsen werden als volgt toegekend:
- 20 - ITTF Wereldranglijst (januari 2008)
- 40 - Continentale kwalificatiewedstrijden (augustus 2007 - april 2008):
  - 6 - Afrika
  - 11 - Azië
  - 11 - Europa
  - 6 - Zuid-Amerika
  - 3 - Noord-Amerika
  - 3 - Oceanië
- 1 - Wildcard van de Olympische tripartitecommissie
- 1 - Gastland (China) (indien niet gekwalificeerd via de wereldranglijst dan wel het continentale kwalificatietoernooi).
- 2 - Mondiaal kwalificatietoernooi (als China zich kwalificeert via de ranglijst of de continentale kwalificatie dan zijn het 3 plaatsen)

Dit deelnemersveld wordt nog aangevuld met maximaal 22 spelers, afhankelijk van welke teams zich plaatsen en hoeveel spelers van die teams zich rechtstreeks voor het individuele toernooi hebben geplaatst. Om te bepalen welke spelers dit zijn wordt gebruikgemaakt van de uitslag van het mondiale kwalificatietoernooi.

### Mannen
| Competitie                                   | Datum                   | Locatie        | Gekwalificeerd |
| -------------------------------------------- | ----------------------- | -------------- | --- |
| Wereldranglijst van januari 2008             | 3 januari 2008          | -              | CHN Wang Hao CHN Ma Lin GER Timo Boll BLR Vladimir Samsonov KOR Ryu Seung-min KOR Oh Sang-eun SIN Gao Ning HKG Li Ching TPE Chuang Chih-yuan GRE Kalinikos Kreanga AUT Werner Schlager JPN Yo Kan GER Dimitrij Ovtcharov RUS Aleksej Smirnov SIN Yang Zi HKG Ko Lai Chak CRO Zoran Primorac DEN Michael Maze ESP He Zhi Wen SWE Jörgen Persson |
| Afrikaanse Spelen                            | 11-23 juli 2007         | Algiers        | NGR Segun Toriola NGR Monday Merotohun EGY El-Sayed Lashin CGO Suraju Saka ALG Idir Khourta EGY Adel Massaad |
| Midden-Oosters kwalificatietoernooi          | 15-18 oktober 2007      | Teheran        | IRI Afshin Norouzi |
| Zuid-Oost-Aziatisch kwalificatietoernooi     | 2-3 februari 2008       | Singapore      | VIE Doan Kien Quoc |
| West-Aziatisch kwalificatietoernooi          | 6-8 februari 2008       | Amman          | KUW Ibrahim Al-Hasan |
| Zuid-Centraal-Aziatisch kwalificatietoernooi | 6-9 maart 2008          | Hongkong       | IND Achanta Sharath Kamal |
| Aziatisch kwalificatietoernooi               | 6-9 maart 2008          | Hongkong       | CHN Wang Liqin PRK Kim Hyok-bong PRK Ri Chol-guk JPN Jun Mizutani KOR Yoon Jae-young JPN Seiya Kishikawa PRK Jang Song-man |
| Pan-Amerikaanse Spelen 2007                  | 21-27 juli 2007         | Rio de Janeiro | DOM Lin Ju |
| Zuid-Amerikaans kampioenschap                | 30 maart - 6 april 2008 | Santo Domingo  | ARG Liu Song BRA Gustavo Tsuboi BRA Thiago Monteiro TRI Dexter St Louis ARG Pablo Tabachnik |
| Noord-Amerikaans kwalificatietoernooi        | 4-6 april 2008          | Vancouver      | CAN Zhang Peng CAN Pradeeban Peter-Paul USA David Zhuang |
| Europees kwalificatietoernooi                | 2-6 april 2008          | Nantes         | CRO Tan Ruiwu SWE Jens Lundqvist SLO Bojan Tokič AUT Robert Gardos GER Christian Süß AUT Chen Weixing GRE Panagiotis Gionis POR João Monteiro FRA Patrick Chila FRA Christophe Legoût RUS Fedor Kuzmin |
| Oceanisch kwalificatietoernooi               | 5-8 april 2008          | Nouméa         | AUS William Henzell AUS Kyle Davis AUS David Zalcberg |
| Mondiaal kwalificatietoernooi                | 8-11 mei 2008           | Boedapest      | HKG Cheung Yuk TPE Chiang Peng-lung BEL Jean-Michel Saive |
| Uitnodiging tripartitecommissie              | 11 mei 2008             | -              | PAR Marcelo Aguirre |
| Aanvulling*                                  | 8-11 mei 2008           | Boedapest      | ROU Adrian Crişan EGY Ahmed Ali Saleh TUR Zeng Cem FRA Damien Éloi POR Marcos Freitas HUN Janos Jakab SRB Aleksandar Karakašević ITA Mihai Bobocica UKR Kou Lei CZE Petr Korbel POR Tiago Apolonia ESP Alfredo Carneros POL Lucjan Błaszczyk                                                                                                   |
| TOTAAL                                       |                         |                | 77 |

* Aanvulling met individuele sporters zodat het totaal aantal mannen en vrouwen (inclusief de leden van de teams) maximaal 86 is.

### Vrouwen
| Competitie                                   | Datum                   | Locatie       | Gekwalificeerd |
| -------------------------------------------- | ----------------------- | ------------- | --- |
| Wereldranglijst van januari 2008             | 3 januari 2008          | -             | CHN Guo Yue CHN Zhang Yining SIN Wang Yue Gu SIN Li Jia Wei JPN Ai Fukuhara KOR Kim Kyung-ah GER Wu Jiaduo JPN Sayaka Hirano AUT Liu Jia NED Li Jiao USA Gao Jun KOR Park Mi-young CRO Tamara Boroš POL Li Qian USA Wang Chen HUN Krisztina Tóth HKG Lau Sui Fei ROU Daniela Dodean GER Elke Wösik LUX Ni Xia Lian |
| Afrikaanse Spelen                            | 11-23 juli 2007         | Algiers       | CGO Yang Fen NGR Bose Kaffo NGR Cecilia Offiong EGY Shaimaa Abdul-Aziz EGY Noha Yossry CMR Victorine Agum Fomum |
| Midden-Oosters kwalificatietoernooi          | 15-18 oktober 2007      | Teheran       | KAZ Marina Shumakova |
| Zuid-Oost-Aziatisch kwalificatietoernooi     | 2-3 februari 2008       | Singapore     | SIN Feng Tian Wei |
| West-Aziatisch kwalificatietoernooi          | 6-8 februari 2008       | Amman         | JOR Zeina Shaban |
| Zuid-Centraal-Aziatisch kwalificatietoernooi | 6-9 maart 2008          | Hongkong      | IND Neha Aggarwal |
| Aziatisch kwalificatietoernooi               | 6-9 maart 2008          | Hongkong      | KOR Dang Ye-seo THA Nanthana Komwong CHN Wang Nan JPN Haruna Fukuoka PRK Kim Jong PRK Kim Mi Yong TPE Huang I Hwa |
| Zuid-Amerikaans kampioenschap                | 30 maart - 6 april 2008 | Santo Domingo | DOM Wu Xue VEN Fabiola Ramos BRA Mariany Nonaka DOM Qian Lian COL Paula Medina MEX Yadira Silva |
| Noord-Amerikaans kwalificatietoernooi        | 4-6 april 2008          | Vancouver     | USA Crystal Huang Yao Xi CAN Mo Zhang CAN Judy Long |
| Europees kwalificatietoernooi                | 2-6 april 2008          | Nantes        | NED Li Jie BLR Viktoryja Pawlovitsj ROU Elizabeta Samara TUR Melek Hu FRA Xian Yi Fang RUS Svetlana Ganina CRO Sandra Paović POL Xu Jie AUT Li Qiangbing ESP Zhu Fang ITA Wenling Tan-Monfardini |
| Oceanisch kwalificatietoernooi               | 5-8 april 2008          | Nouméa        | AUS Lay Jian Fang AUS Stéphanie Sang Xu AUS Miao Miao |
| Mondiaal kwalificatietoernooi                | 8-11 mei 2008           | Boedapest     | HKG Tie Yana HKG Lin Ling ESP Shen Yanfei |
| Uitnodiging tripartitecommissie              | 11 mei 2008             | -             | VAN Priscila Tommy |
| Aanvulling**                                 | 8-11 mei 2008           | Boedapest     | HUN Georgina Pota RUS Irina Kotichina TPE Pan Li-Chun BLR Tatjana Kostromina ITA Nikoleta Stefanova UKR Margaryta Pesotska CRO Andreja Bakula RUS Oksana Fadeeva HUN Petra Lovas BLR Viktoryja Pawlovitsj SVK Eva Odorova CZE Dana Hadacova LTU Rūta Garkauskaitė UKR Tetjana Sorotsjynska                         |
| TOTAAL                                       |                         |               | 78 |

* Aanvulling met individuele sporters zodat het totaal aantal mannen en vrouwen (inclusief de leden van de teams) maximaal 86 is.

## Teams
Aan de Spelen deden 16 teams mee. Deze kwalificeerden zich voor het toernooi als volgt:
- 6 - Beste team van elk continent.
- 1 - Gastland (China) (indien niet het beste team van Azië)
- 9 of 10 resterende teams op basis van de teamranglijst

Bij de bepaling van het beste land van elk continent en de resterende teams wordt een ranglijst gemaakt gebaseerd op het aantal deelnemers van het land dat zich rechtstreeks kwalificeerde.
Landen met evenveel deelnemers worden op de volgorde gezet afhankelijk van de ranking van de betreffende deelnemers (SOCTR-ranglijst).
Elk team bestaat uit drie deelnemers. Landen waarvan zich er maar twee spelers individueel hebben geplaatst, mogen een derde speler meenemen naar de Spelen, maar die mag niet uitkomen in het enkelspel.

### Mannen
Hieronder staat de teamranglijst. De landen in het groen hebben zich geplaatst voor de Spelen.
| Land           | Direct gekwalificeerd | Punten (SOCTR) | Grond voor kwalificatie |
| -------------- | --------------------- | -------------- | ----------------------- |
| China          | 3                     | 38406.75       | Beste van Azië          |
| Zuid-Korea     | 3                     | 36516.25       | Ranking                 |
| Duitsland      | 3                     | 36385.75       | Beste van Europa        |
| Hongkong       | 3                     | 36049.25       | Ranking                 |
| Oostenrijk     | 3                     | 35804.00       | Ranking                 |
| Japan          | 3                     | 35689.25       | Ranking                 |
| Noord-Korea    | 3                     | 34599.25       |                         |
| Australië      | 3                     | 33004.25       | Beste van Oceanië       |
| Singapore      | 2                     | 24132.00       | Ranking                 |
| Chinees Taipei | 2                     | 24081.75       | Ranking                 |
| Kroatië        | 2                     | 23788.75       | Ranking                 |
| Griekenland    | 2                     | 23769.25       | Ranking                 |
| Zweden         | 2                     | 23721.00       | Ranking                 |
| Rusland        | 2                     | 23612.00       | Ranking                 |
| Frankrijk      | 2                     | 23539.50       |                         |
| Brazilië       | 2                     | 23031.50       | Beste van Zuid-Amerika  |
| Argentinië     | 2                     | 22784.50       |                         |
| Nigeria        | 2                     | 22615.75       | Beste van Afrika        |
| Canada         | 2                     | 22542.00       | Beste van Noord-Amerika |
| Egypte         | 2                     | 22154.50       |                         |

### Vrouwen
| Land                   | Direct gekwalificeerd | Punten (SOCTR) | Grond voor kwalificatie |
| ---------------------- | --------------------- | -------------- | ----------------------- |
| China                  | 3                     | 38270.25       | Beste van Azië          |
| Singapore              | 3                     | 37103.50       | Ranking                 |
| Hongkong               | 3                     | 36212.00       | Ranking                 |
| Zuid-Korea             | 3                     | 36194.75       | Ranking                 |
| Japan                  | 3                     | 36172.00       | Ranking                 |
| Verenigde Staten       | 3                     | 35146.25       | Beste van Noord-Amerika |
| Australië              | 3                     | 34140.75       | Beste van Oceanië       |
| Nederland              | 2                     | 23974.50       | Beste van Europa        |
| Duitsland              | 2                     | 23924.25       | Ranking                 |
| Oostenrijk             | 2                     | 23865.50       | Ranking                 |
| Kroatië                | 2                     | 23778.00       | Ranking                 |
| Polen                  | 2                     | 23630.75       | Ranking                 |
| Spanje                 | 2                     | 23591.75       | Ranking                 |
| Roemenië               | 2                     | 23589.50       | Ranking                 |
| Noord-Korea            | 2                     | 23383.75       |                         |
| Dominicaanse Republiek | 2                     | 23149.75       | Beste van Zuid-Amerika  |
| Canada                 | 2                     | 22521.00       |                         |
| Nigeria                | 2                     | 21879.75       | Beste van Afrika        |

Atletiek · 
Badminton · 
Basketbal · 
Boksen · 
Boogschieten · 
Gewichtheffen ·
Gymnastiek · 
Handbal · 
Hockey · 
Honkbal · 
Judo · 
Kanovaren · 
Moderne vijfkamp · 
Paardensport · 
Roeien ·
Schermen · 
Schietsport ·
Schoonspringen ·
Softbal ·
Synchroonzwemmen ·
Taekwondo ·
Tafeltennis ·
Tennis ·
Triatlon ·
Voetbal · 
Volleybal ·
Waterpolo ·
Wielersport · 
Worstelen ·
Zeilen ·
Zwemmen